# Uitgesproken
Uitgesproken was een actualiteitenprogramma van de Nederlandse Publieke Omroep (NPO).
Uitgesproken werd uitgezonden op maandag tot en met vrijdag om 20.30 uur op Nederland 2. De deelnemende zendgemachtigden waren VARA (maandag en vrijdag), EO (dinsdag en donderdag) en WNL (woensdag). De titel van het programma werd telkens aangevuld met de naam van de verantwoordelijke omroep. De VARA uitzendingen op maandag en vrijdag werden gepresenteerd door Jan Tromp. De EO uitzending op dinsdag werd gepresenteerd door Andries Knevel en de EO uitzending op donderdag werd gepresenteerd door Tijs van den Brink. Op woensdag was Michiel Bicker Caarten in eerste instantie te zien als presentator maar na zijn vertrek in december 2010 bij WNL werd hij opgevolgd door Joost Eerdmans.
De VARA had een eigen studio van het programma, terwijl de EO en WNL een studio deelden.
Een uitzending die het nodige stof deed opwaaien was Uitgesproken WNL van 10 november 2010, waarin een Kamerlid voor de PVV, Eric Lucassen, in beeld kwam als iemand die zijn vroegere woonbuurt had geterroriseerd. Deze en daarop volgende onthullingen brachten hem en PVV-leider Wilders tijdelijk in het nauw. Uiteindelijk kon Lucassen wel aanblijven als Kamerlid, maar het woordvoerderschap in onder andere wijkenbeleid werd hem ontnomen.
Ook de uitzending van Uitgesproken EO van 18 januari 2011 zorgde voor veel beroering en onder andere een spoeddebat in de Tweede Kamer. Dit nadat beelden waren getoond van een gehandicapte 18-jarige jongen die in een zorginstelling van 's Heeren Loo werd vastgebonden vanwege zijn agressieve en onvoorspelbare gedrag.
In januari 2011 trad politicus Joost Eerdmans aan als presentator van Uitgesproken WNL. Zijn eerste optreden daar, waarbij hij ook zijn eigen mening te berde bracht, werd zeer kritisch ontvangen door zijn VARA-collega Jan Tromp, die Eerdmans "activistisch" noemde. Eerdmans bleef overigens in de door hem ingezette ('uitgesproken') stijl presenteren.
Op 8 maart maakte de EO bekend niet verder te willen gaan met het programma vanwege verschillen in 'opvattingen over de invulling van geprofileerde kwaliteitsjournalistiek'. De EO zei per seizoen 2 (september 2011) uit het programma te stappen. De VARA en WNL reageerden onaangenaam verrast. De NPO gaf op de stap van de EO aan dat de toekomst van Uitgesproken helemaal open lag.
In april 2011 werd bekendgemaakt dat Uitgesproken er per september 2011 mee ging stoppen en tevens dat er vanaf dat moment geen actualiteitenrubriek meer te zien zou zijn om 20.25.
De laatste uitzending was op 2 september 2011.